# 森由起子
森 由起子（もり ゆきこ、1971年〈昭和46年〉9月29日 - ）は、日本の政治家、実業家。衆議院議員（1期）を務めた。

## 来歴
三重県鈴鹿市生まれ。名古屋大原学園情報処理科卒業。三菱UFJニコス株式会社社員を経て、機械整備会社の株式会社トーカイ代表取締役社長、ミニトマト生産販売会社の株式会社エーワイファーム代表取締役社長を務め、この他、自由民主党三重県支部連合会党紀委員などを歴任。
2021年10月31日に行われた衆議院議員選挙では、比例東海ブロックから自由民主党の比例単独候補として立候補し（名簿順位33位）、落選。
2024年4月、女性問題を週刊誌で報じられた宮澤博行衆議院議員が、同年4月23日に額賀福志郎衆議院議長に議員辞職願を提出し、同年4月25日に衆議院本会議で全会一致で辞職が認められた。これに伴って同年5月10日、繰上補充の選挙会において、森の繰り上げ当選が決定した。同月13日、当選人として官報に告示された。当選後、衆議院において内閣委員会、環境委員会に所属。
2024年9月27日に行われた自民党総裁選挙において、1回目の投票では小林鷹之に投じた。得票数1位の高市早苗と2位の石破茂が進んだ決選投票については、中日新聞の取材に対し、投票先を公表しなかった。
2024年10月9日、第50回衆議院議員総選挙に立候補しない意向であることが報じられた。三重県連内には続投を促す声もあったが、森が比例名簿への登載を申請しなかったという。